# کومبن دو لا سست
کومبن دو لا سست (به لاتین: Combin de la Tsessette) یک کوه در سوئیس است که در کانتون وله واقع شده‌است. کومبن دو لا سست ۴٬۱۳۵ متر بالاتر از سطح دریا واقع شده‌است.